# Via Dante (Milano)
Via Dante è un'importante strada commerciale del centro di Milano che collega Piazza Cordusio con largo Cairoli.

## Storia
La via Dante venne aperta a partire dal 1888 come collegamento viario con il Castello Sforzesco, contestualmente ai massicci interventi di sventramento effettuati in piazza Duomo e al Cordusio che ridisegnarono il centro della città. La nuova via venne realizzata secondo le indicazioni del Piano Beruto del 1884, che a sua volta si era richiamato a precedenti progetti dell'età napoleonica.
Nelle intenzioni iniziali, con le diverse trasformazioni edilizie di quegli anni, l'arteria in costruzione avrebbe dovuto costituire l'ideale prolungamento in centro dell'asse del Sempione, realizzato agli inizi dell'Ottocento, che sarebbe passato sopra il Castello, la cui demolizione venne scongiurata da Luca Beltrami. Successivamente agli imponenti restauri del Castello operati dal Beltrami, a partire dal 1905 la via venne chiusa prospetticamente dalla rinata Torre del Filarete, eretta in memoria del re Umberto I e la cui prima costruzione era crollata a seguito di un'esplosione diversi secoli prima.
L'apertura della nuova via terminò prima della fine del 1891 con l'edificazione di diciannove lotti distribuiti fra la Piazza Ellittica (oggi Cordusio) e il Foro Bonaparte (oggi Largo Cairoli) ricavati da terreni che erano di proprietà della Cassa di Sovvenzioni ai costruttori. Gli edifici furono assoggettati dal Comune a un regolamento edilizio speciale in deroga ai regolamenti generali della città di Milano vigenti dal 1889: il regolamento del piano particolareggiato di Via Dante determinava:
- l'altezza degli edifici in 23 m dal piano del marciapiede;
- il piano terreno doveva avere un'altezza di almeno m 5, mentre i piani superiori dovevano misurare almeno m 3,65 da pavimento;
- l'ammezzato, appena sopra al pian terreno, poteva avere altezza di m 3;
- vigeva l'obbligo che ogni corte interna avesse superficie di almeno 70 m2;
- vennero dettate regole precise sugli scarichi delle latrine che dovevano facilmente collegarsi con le fognature.

Tutta l'operazione di edificazione della nuova arteria, però, non coincise completamente con le aspirazioni generali del primitivo progetto e fu in molti modi influenzata, soprattutto nella distribuzione dei lotti, dall'esclusivo tornaconto della Cassa di Sovvenzioni che realizzò così un ampio piano di speculazione.

### Il concorso edilizio del 1889
Il 29 marzo 1888 il Comune di Milano deliberava l'istituzione di tre premi in denaro a favore dei proprietari di tre fra le case che sarebbero dovute sorgere sulla nuova Via Dante e la nuova Piazza Ellittica (oggi Piazza Cordusio). I tre premi, rispettivamente di 25 000, 15 000 e 10 000 lire, sarebbero stati conferiti alle costruzioni che «per la bellezza architettonica, del decoro della costruzione, per la razionale corrispondenza delle parti esterne colle interne saranno indicate da uno speciale Giurì». L'avviso di concorso veniva pubblicato il 27 maggio 1889 a firma del sindaco Gaetano Negri e specificava che sarebbero state prese in considerazione le case completamente costruite alla data del 29 settembre 1891.
Le domande di adesione al concorso furono quindici; una di esse però riguardava un edificio sorto né sulla Via Dante né sulla Piazza Ellittica, per cui la Commissione accettò quattordici richieste. I lotti assegnati per la costruzione dei nuovi edifici della Via Dante furono complessivamente 19, dei quali 14 concorsero all'assegnazione dei premi. Nella mappa che segue si vede la disposizione dei lotti sulla nuova via come appariva nel 1892.

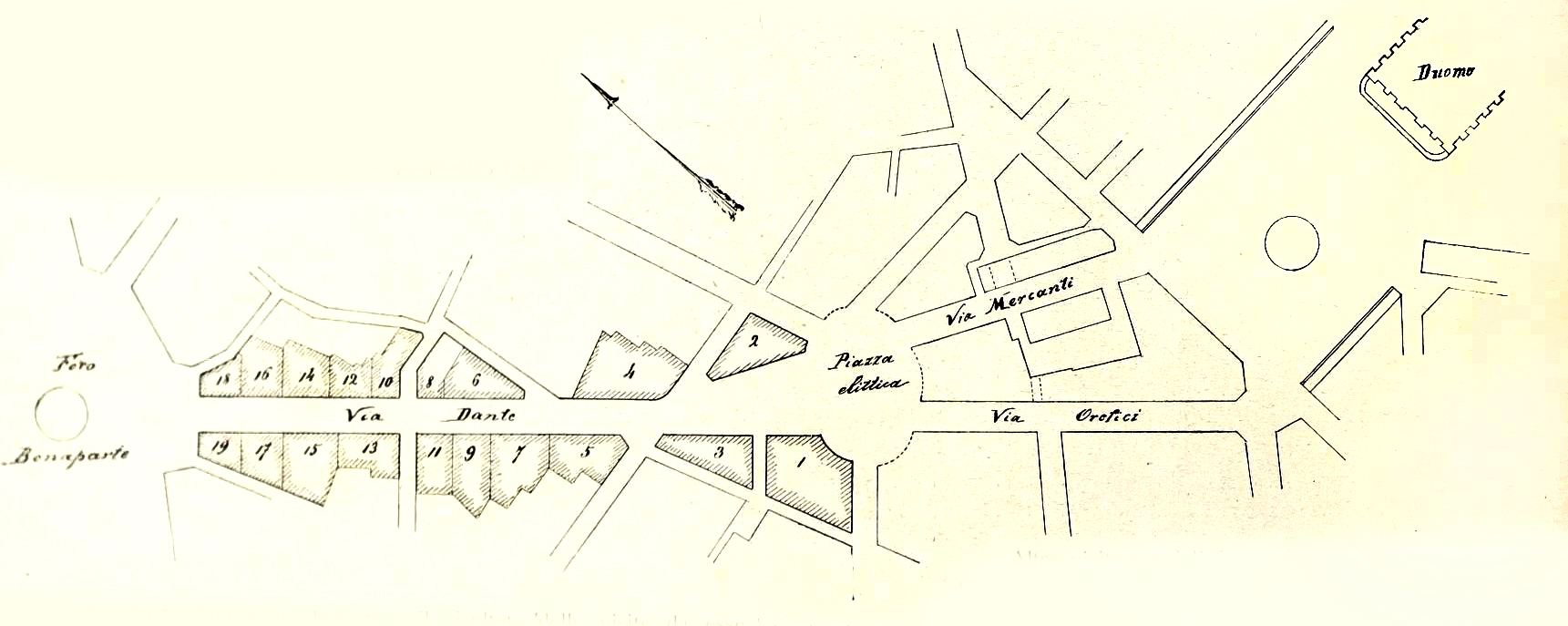
La via Dante con l'indicazione dei nuovi palazzi e relativi lotti, anno 1892, da L'Edilizia Moderna

Gli edifici che parteciparono al concorso, visitati dalla Commissione fra marzo e maggio 1892, furono i seguenti, divisi per lotto di assegnazione come dalla pianta sopra riportata: il numero del lotto non corrisponde al numero civico assegnato:
- al lotto 1, architetti Francesco Bellorini e Ippolito De Strani, committente Società La Fondiaria Assicurazioni;
- al lotto 2, architetto Francesco Bellorini, committente cavalier Clemente Savonelli;
- al lotto 3, architetto Luigi Franchi, committente signor Castini;
- al lotto 4, casa non iscritta al concorso;
- al lotto 5, architetto Luigi Broggi, committente Società Italia;
- al lotto 6, architetto Antonio Comini, committente signor Cavalli;
- al lotto 7, architetto Antonio Comini, committente signor Celesia;
- al lotto 8, casa non iscritta al concorso;
- al lotto 9, architetto Carlo Formenti, committente Cassa di Sovvenzioni ai costruttori;
- al lotto 10, casa non iscritta al concorso;
- al lotto 11, casa non iscritta al concorso;
- al lotto 12, architetto Romeo Bottelli, committente egli stesso;
- al lotto 13, architetto Ernesto Pirovano, committente egli stesso; vincitrice del primo premio di 25 000 lire;
- al lotto 14, architetto Romeo Bottelli, committente Cassa di Sovvenzioni ai costruttori;
- al lotto 15, architetto Antonio Citterio, committente Cassa di Sovvenzioni ai costruttori; vincitrice del secondo premio di 15 000 lire;
- al lotto 16, architetti Tagliaferri, Casati e Magni, committente Cassa Sovvenzioni; vincitrice del terzo premio di 10 000 lire;
- al lotto 17, ancora architetti Tagliaferri, Casati e Magni, committente Cassa di Sovvenzioni ai costruttori;
- al lotto 18, casa non iscritta al concorso;
- al lotto 19, ancora architetti Tagliaferri, Casati e Magni, committenti Casati e Magni.

Dopo lunghe a approfondite considerazioni condotte dal Comitato composto dal presidente architetto Gaetano Landriani, da Giuseppe Bagatti Valsecchi, Alberto Castelbarco, Paolo Cesa Bianchi, Augusto Guidini, G.B. Torretta e Gaetano Moretti, i premi vennero assegnati nel seguente modo:
- primo premio di 25 000 lire alla casa sul lotto 13, architetto Ernesto Pirovano, committente egli stesso;
- secondo premio di 15 000 lire alla casa sul lotto 15, architetto Antonio Citterio, committente Cassa Sovvenzioni
- terzo premio di 10 000 lire alla Casa Casati Magni sul lotto 16, architetti Tagliaferri, Casati e Magni, committente Cassa Sovvenzioni.

### La Metropolitana
Alla fine degli anni cinquanta del XX secolo la via venne interrotta a causa degli scavi a cielo aperto della metropolitana; la strada venne riaperta al traffico il 12 gennaio 1960.

## Caratteristiche e trasporti
Via Dante è una delle principali passeggiate commerciali della città, valorizzata dall'arredo urbano che la contraddistingue e dalla totale pedonalizzazione avvenuta nel gennaio 1996 con la giunta leghista presieduta dal sindaco Formentini. Storicamente era percorsa da diverse linee tranviarie, deviate interamente nel 1958 a seguito dell'avvio dei cantieri per la realizzazione della linea 1 della metropolitana, che l'attraversa in sotterranea. Ai due capi della via sono poste le fermate Cordusio e Cairoli. I tram, deviati lungo l'itinerario Broletto-Cusani passano sia in piazza Cordusio che in largo Cairoli. Si innestano inoltre in Cordusio i binari provenienti da via Meravigli. Piazza Cordusio è da considerarsi uno dei più importanti nodi tranviari di Milano.
Fra gli eleganti palazzi tardo ottocenteschi che formano una cortina uniforme lungo la via, è da segnalare la presenza all'angolo con la via Rovello del palazzo Carmagnola, prima sede del Piccolo Teatro.

## Trasporti
- Cordusio
- Cairoli

## Galleria d'immagini

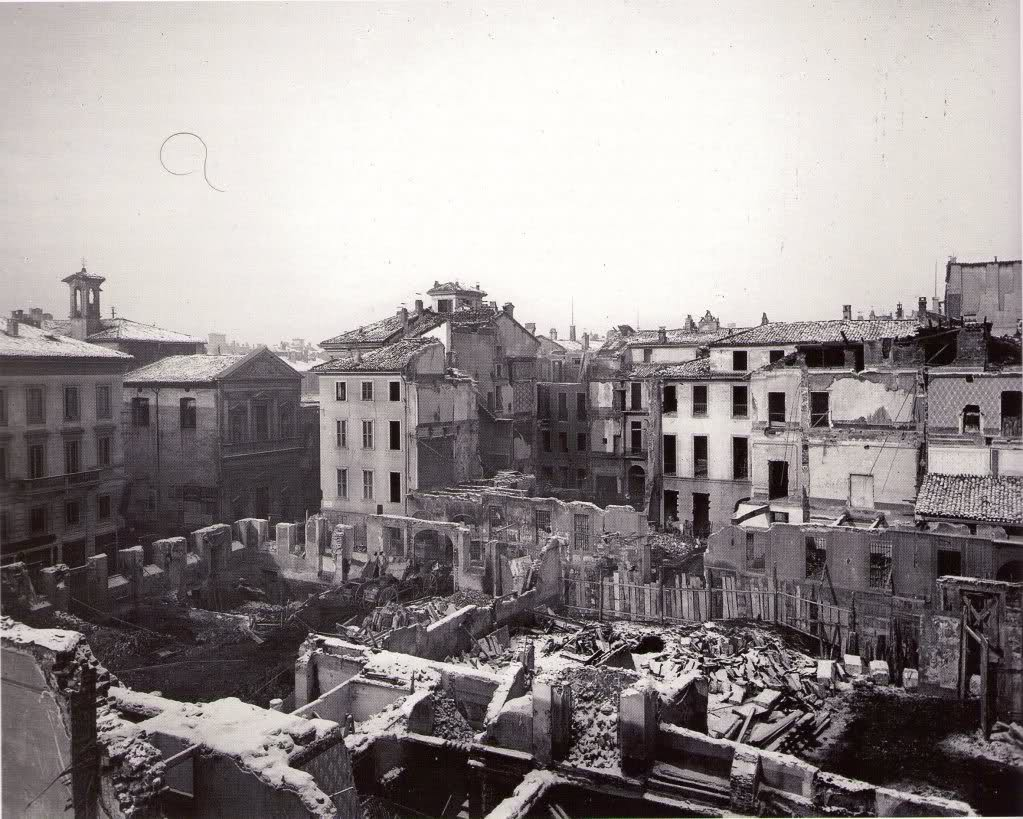
Gli sventramenti per la realizzazione della futura via Dante, nel 1886. Sulla sinistra si vede ancora la vecchia chiesa di San Nazaro in Pietrasanta
Via Dante alla fine degli anni trenta
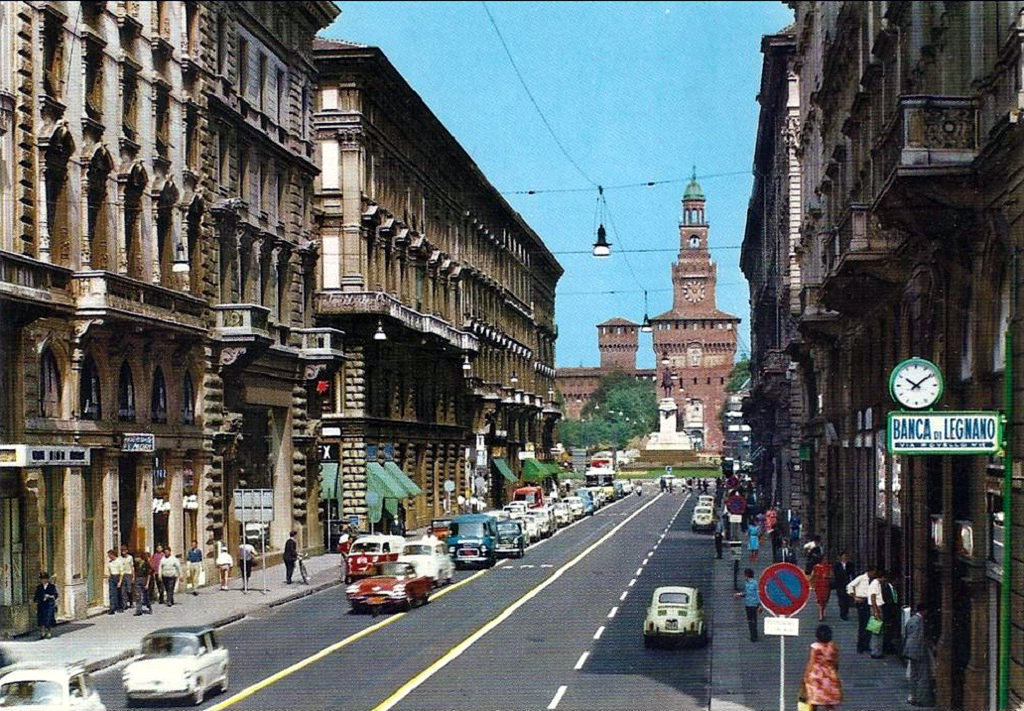
Via Dante negli anni sessanta
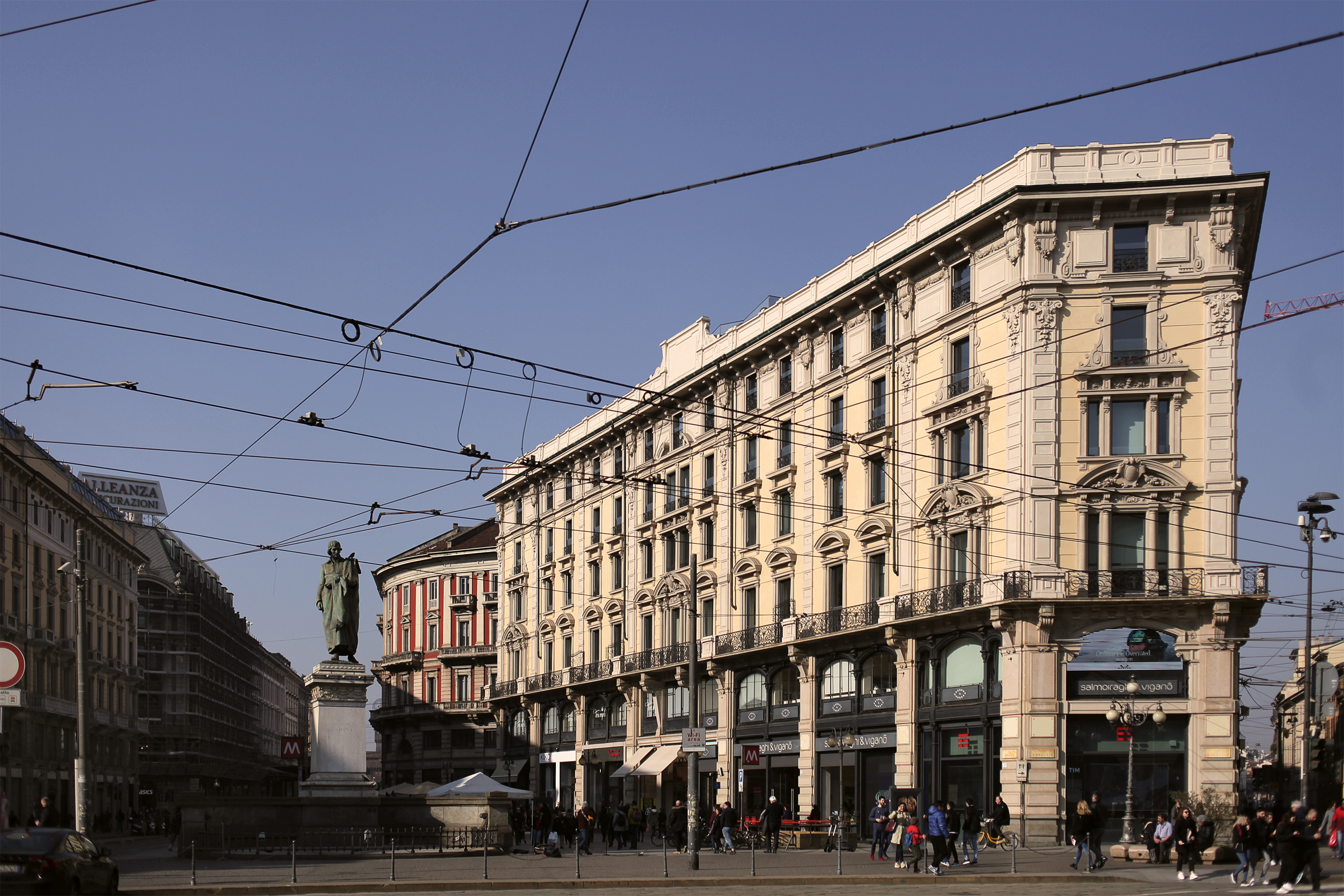
Casa Savonelli